# اسکوئر بیوت (مونتانا)
اسکوئر بیوت (به انگلیسی: Square Butte) یک منطقهٔ مسکونی در ایالات متحده آمریکا است که در شهرستان چووتاو، مونتانا قرار دارد. اسکوئر بیوت ۹۵۷٫۰۸ متر بالاتر از سطح دریا واقع شده‌است.